# Osiek Jasielski
Osiek Jasielski – wieś (dawniej miasto) w Polsce położona w województwie podkarpackim, w powiecie jasielskim, siedziba gminy Osiek Jasielski.
Miejscowość leży nad Wisłoką.
Osiek uzyskał lokację miejską w 1399, zdegradowany po 1661.
Osiek uzyskał lokację miejską przed 1365, zdegradowany w 1934.
| SIMC    | Nazwa      | Rodzaj    |
| ------- | ---------- | --------- |
| 0358629 | Pod Dębiną | część wsi |
| 0358635 | Pod Górą   | część wsi |
| 0358641 | Pod Skałą  | część wsi |

## Historia
Pierwsza wzmianka o Osieku pochodzi z XIV wieku. W 1365 Kazimierz Wielki nadał miejscowości magdeburskie prawa miejskie. Jako miasto królewskie Osiek otrzymał przywileje handlowe i celne. Powstał tu także zamek obronny, którego ślady znajdują się w południowej części miejscowości. Nazwany został „kocim zamkiem", co wskazywałoby, że ruiny mogły być wykorzystane czasowo na obozowisko przybyłych z południa wychodźców religijnych.
Zamek osiecki był jednym z szeregu zamków broniących południowej granicy Polski. Dzierżawcami starostwa osieckiego byli Stadniccy. W drugiej połowie XVI w. oraz w latach 1603, 1606, 1607 i 1618 mieszczanie osieccy wnosili przeciw nim skargi do sądu grodzkiego w Bieczu i do króla, że przez bicie, więzienie i inne formy przemocy zmuszeni są do odrabiania pańszczyzny.

W 1762 r. starostwo stało się własnością księcia Giedrojcia, ostatniego starosty królewskiego. Podczas zaboru austriackiego zarządzali Osiekiem Braniccy, Sanguszkowie, Gaszyńscy i Janiszewscy.
Osiek był wielokrotnie dewastowany podczas napaści wrogich wojsk (w 1474, 1655–56, 1657, 1704–09 oraz w czasie I i II wojny światowej).
W latach 1954–1972 wieś była siedzibą gromady Osiek Jasielski. W latach 1975–1998 miejscowość administracyjnie należała do województwa krośnieńskiego.

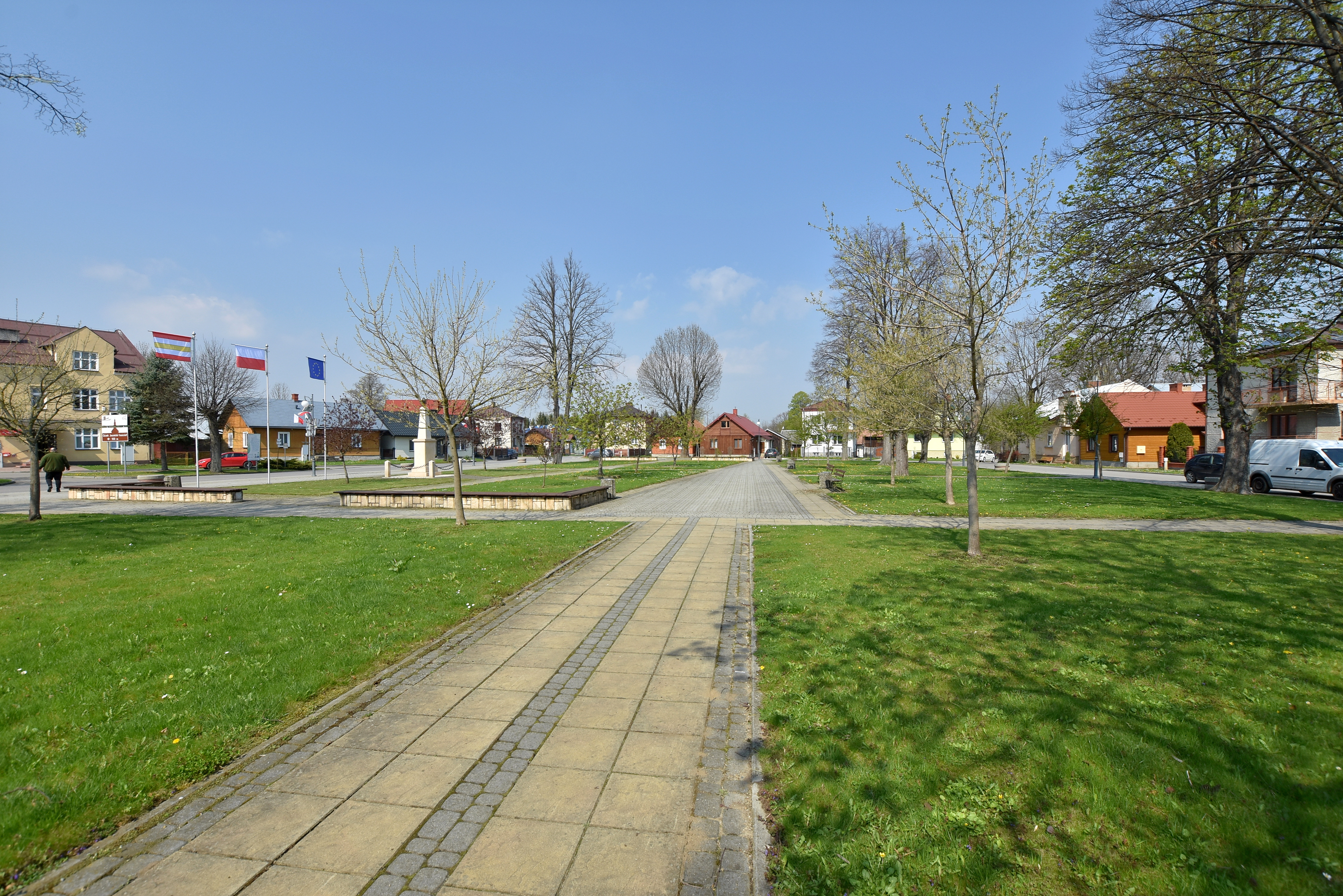
Rynek
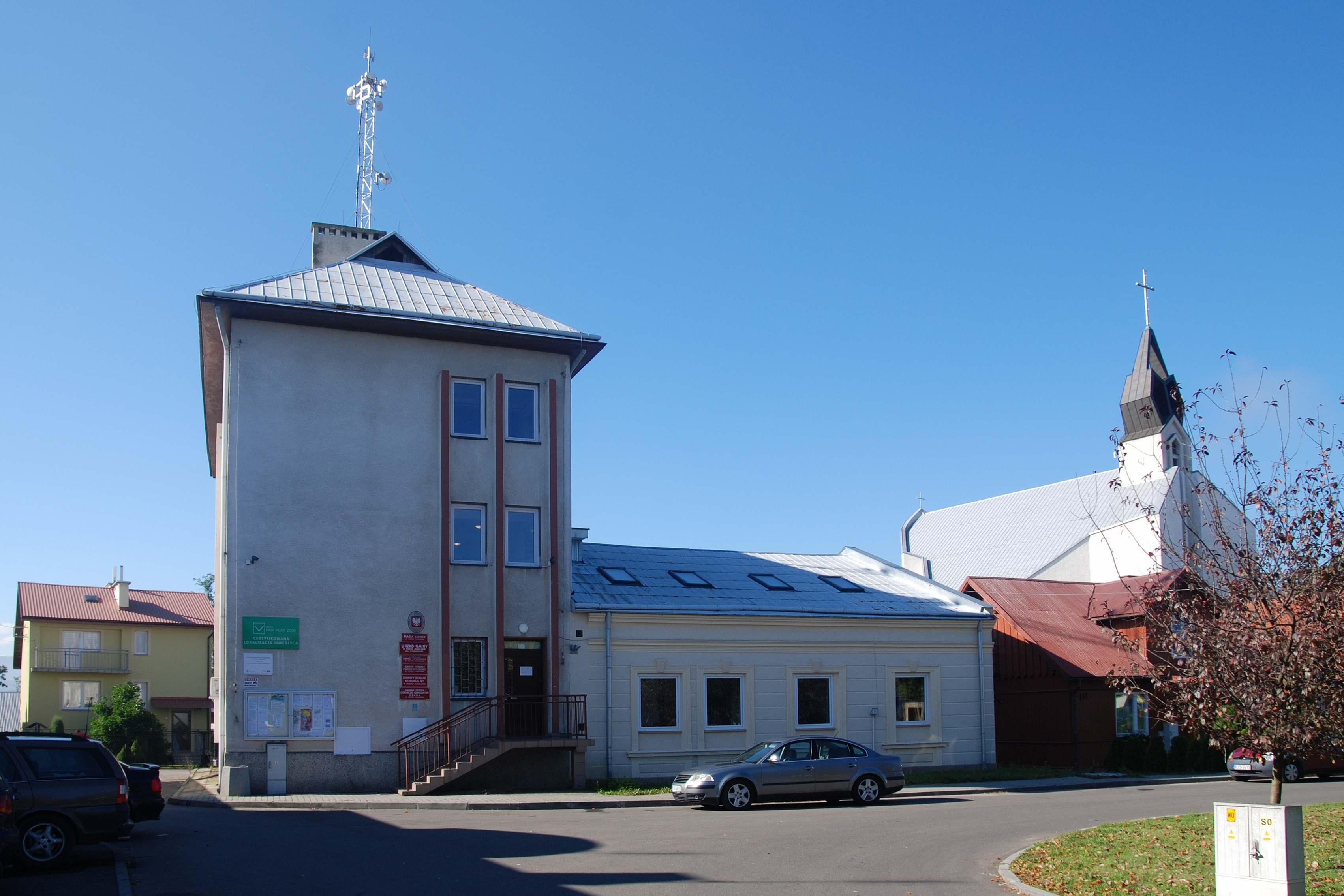
Urząd Gminy
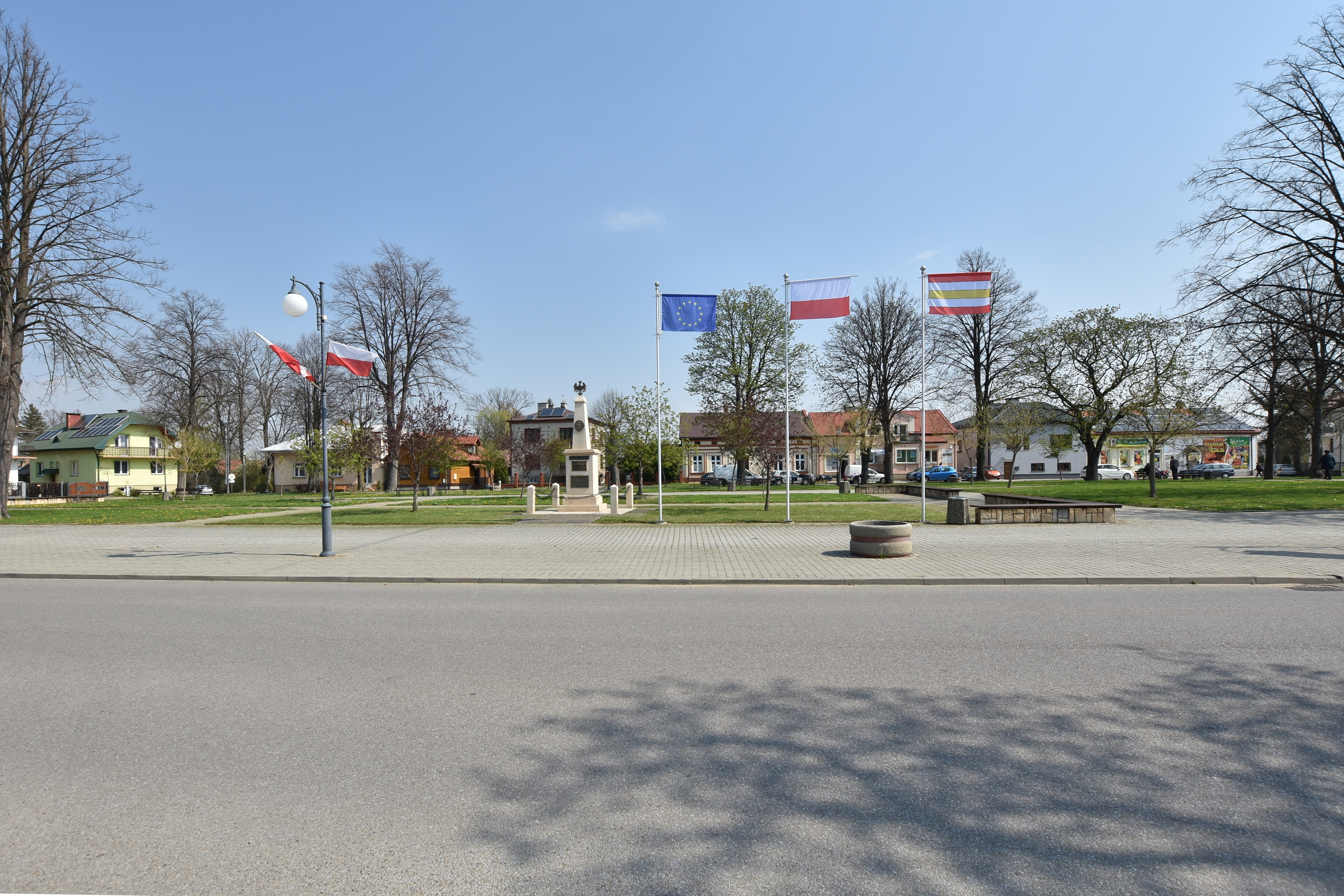
Rynek

## Zabytki
We wsi znajduje się kościół parafialny pw. Przemienienia Pańskiego wzniesiony około 1419 r. Jest to jeden z najstarszych kościołów drewnianych w Polsce. Około 1640 r. świątynię poddano gruntownej przebudowie i rozbudowie (m.in. dostawienie dzwonnicy do zachodniej ściany kościoła). Kościół otoczony jest kamiennymi sobotami. Wnętrze ozdobione jest bardzo cenną neobarokową XIX-wieczną polichromią. Kościół należy do wyjątkowych w drewnianej architekturze sakralnej przykładów rozwiązania bazylikowego. Wewnątrz na szczególną uwagę zasługują:
- barokowe ołtarze (XVII wiek)
- cenna polichromia (XIX wiek)
- pulpit muzyczny (XVIII wiek)
- gotycko-renesansowy tryptyk św. Piotra malowany w 1527 roku, przechowywany w Muzeum Archidiecezjalnym w Przemyślu.

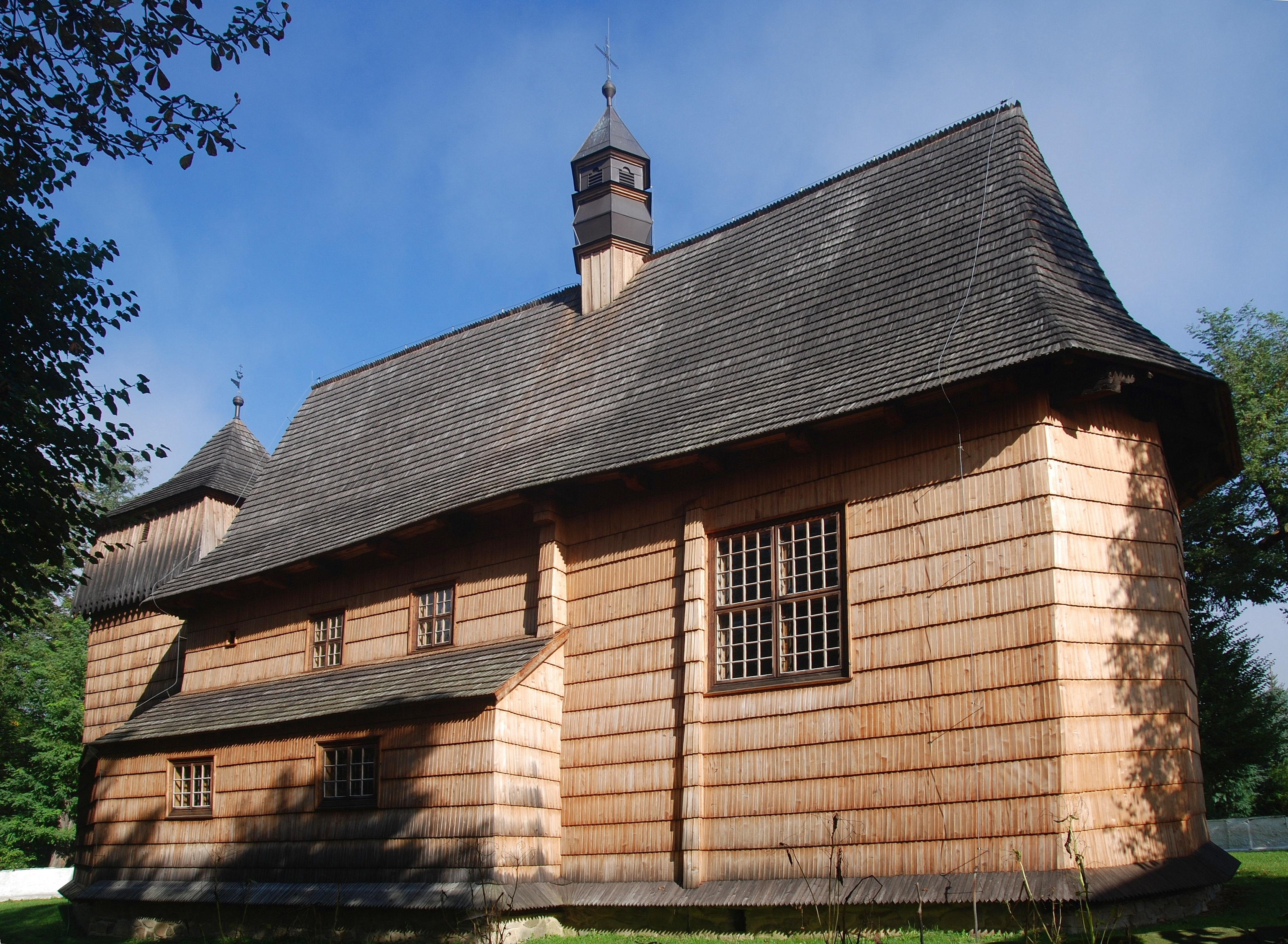
Zabytkowy kościół drewniany
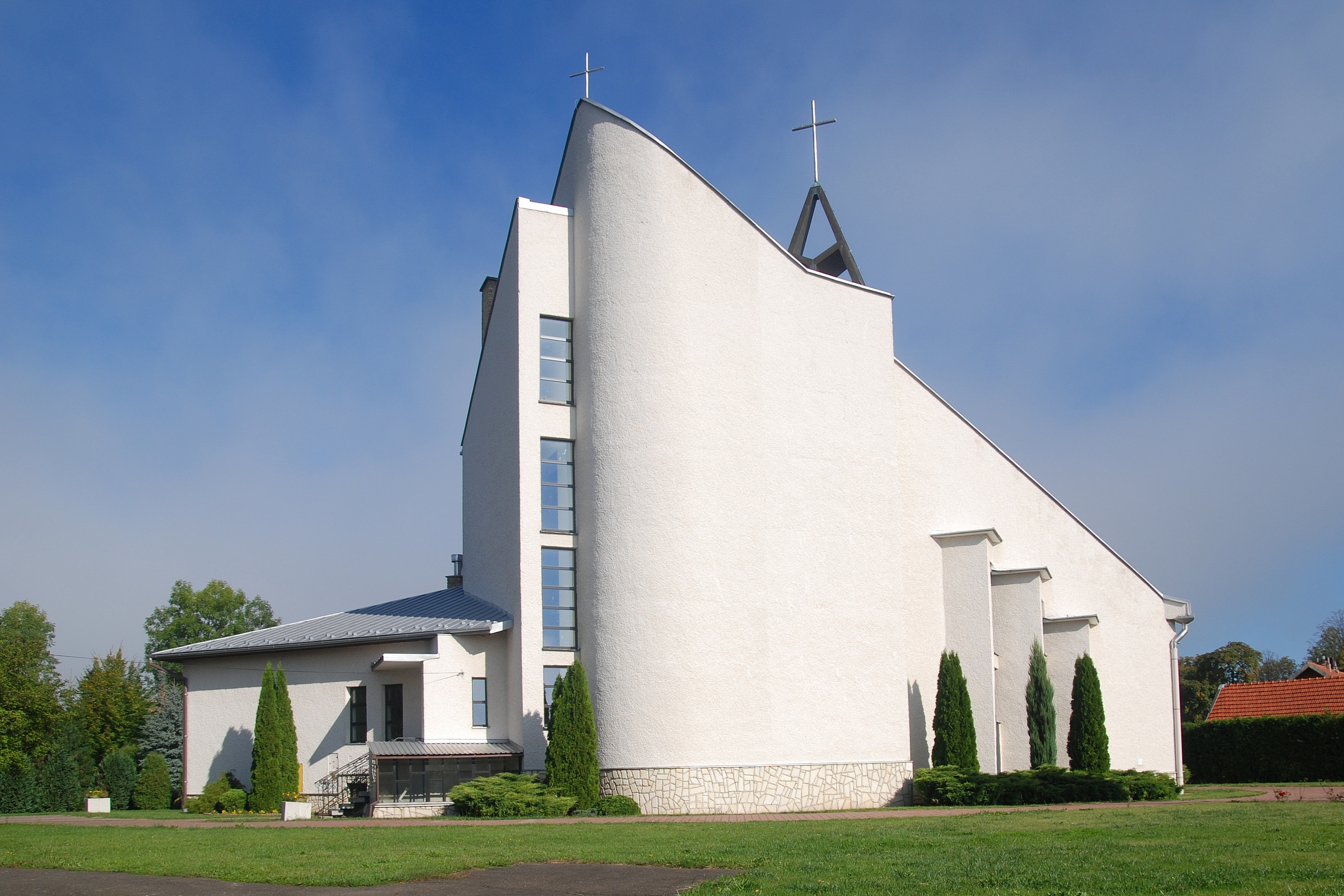
Kościół parafialny
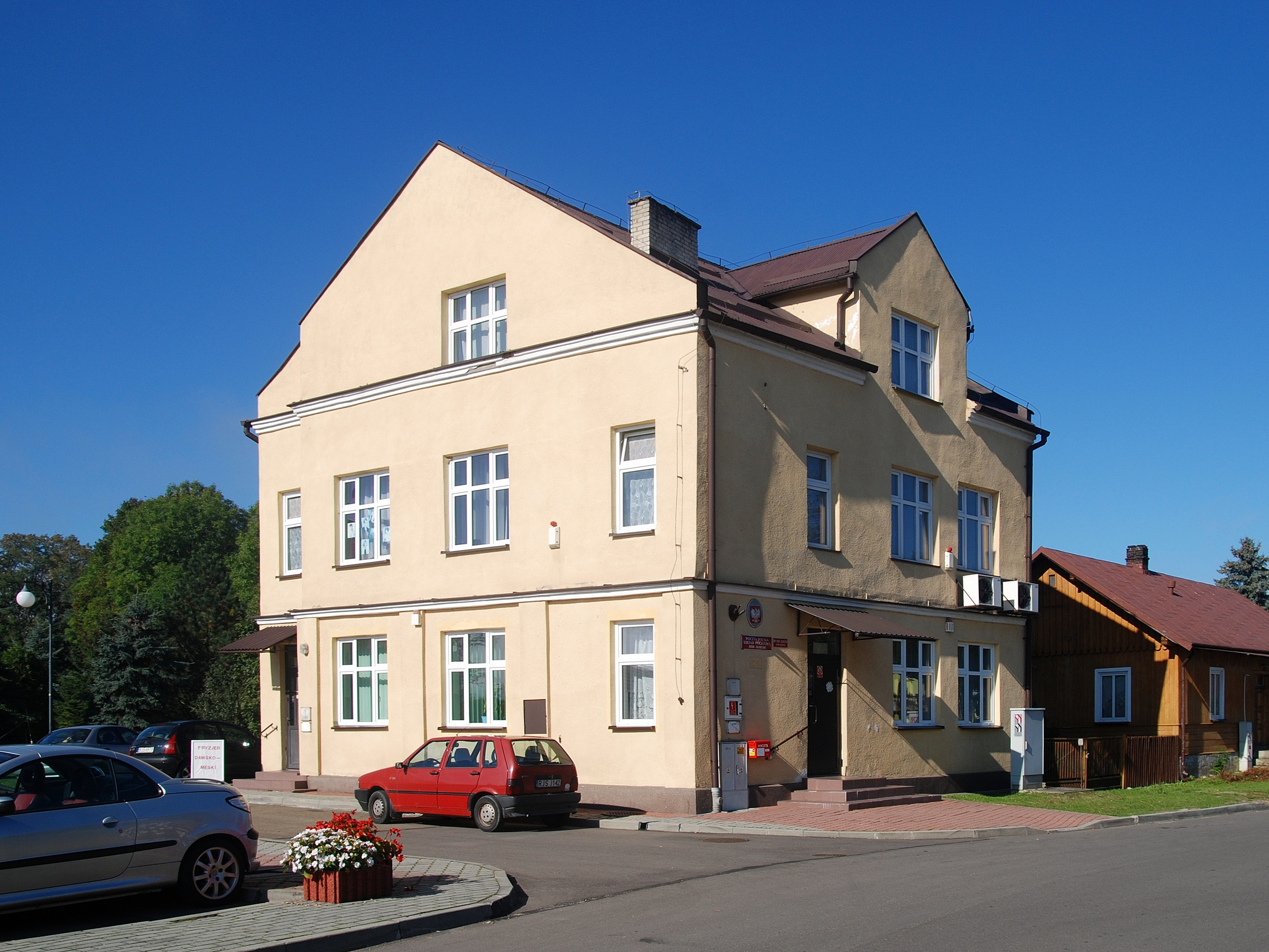
Budynek poczty

Kościół znajduje się na szlaku architektury drewnianej województwa podkarpackiego.

## Turystyka
- Szlak Architektury Drewnianej – Trasa nr VIII (jasielsko-dębicko-ropczycka)